# (39539) Emmadesmet
1991 GU4 (asteroide 39539) é um asteroide da cintura principal. Possui uma excentricidade de 0.07865170 e uma inclinação de 9.16203º.
Este asteroide foi descoberto no dia 8 de abril de 1991 por Eric Walter Elst em La Silla.